# Pang Qing
Pang Qing (龐清S; Harbin, 24 dicembre 1979) è un'ex pattinatrice artistica su ghiaccio cinese medaglia d'argento in coppia con Tong Jian alle Olimpiadi di Vancouver 2010. Vanta anche due titoli mondiali conquistati nel 2006 e nel 2010.

## Biografia
Pang e Tong hanno iniziato a partecipare ai campionati cinesi di pattinaggio artistico vincendo, la medaglia d'argento nel 1997. Due anni dopo, partecipando a Helsinki 1999, hanno fatto il loro debutto ai mondiali piazzandosi al 14º posto. Freschi vincitori del loro primo oro internazionale ai Campionati dei Quattro continenti nel 2002, hanno preso parte alla loro prima Olimpiade a Salt Lake City 2002 ottenendo la nona posizione. Vincono la medaglia di bronzo ai Mondiali di Dortmund 2004, e due anni dopo si laureano per la prima volta campioni mondiali a Calgary.
Alla sua seconda esperienza olimpica, a Torino 2006 la coppia manca il podio per soli 0,24 punti dietro i connazionali Shen Xue e Zhao Hongbo (186.91 punti contro 186.67). Il quadriennio successivo li vede confermarsi ai vertici mondiali, culminando con il secondo posto ottenuto ai Giochi di Vancouver 2010, ancora una volta dietro a Shen e Zhao. Lo stesso anno vincono a Torino pure il loro secondo titolo mondiale.
Quella di Soči 2014 ha rappresentato la quarta e ultima Olimpiade di Pang e Tong, portando all'attivo solamente un 4º posto. L'anno seguente la coppia chiude la propria carriera vincendo un'ultima medaglia di bronzo ai Mondiali di Shanghai 2015.
Fidanzati dal giugno 2011, con una proposta fatta da Tong durante una esibizione sul ghiaccio a Shanghai, Pang e Tong sono convolati a nozze il 18 giugno 2016.

## Palmarès
Con Tong
| Risultati                         | Risultati      | Risultati      | Risultati      | Risultati      | Risultati      | Risultati      | Risultati      | Risultati      | Risultati      | Risultati      | Risultati      | Risultati      | Risultati      | Risultati      | Risultati      | Risultati      | Risultati      | Risultati      | Risultati      |
| Internazionali                    | Internazionali | Internazionali | Internazionali | Internazionali | Internazionali | Internazionali | Internazionali | Internazionali | Internazionali | Internazionali | Internazionali | Internazionali | Internazionali | Internazionali | Internazionali | Internazionali | Internazionali | Internazionali | Internazionali |
| Evento                            | 1996–1997      | 1997–1998      | 1998–1999      | 1999–2000      | 2000–2001      | 2001–2002      | 2002–2003      | 2003–2004      | 2004–2005      | 2005–2006      | 2006–2007      | 2007–2008      | 2008–2009      | 2009–2010      | 2010–2011      | 2011–2012      | 2012–2013      | 2013-2014      | 2014-2015      |
| --------------------------------- | -------------- | -------------- | -------------- | -------------- | -------------- | -------------- | -------------- | -------------- | -------------- | -------------- | -------------- | -------------- | -------------- | -------------- | -------------- | -------------- | -------------- | -------------- | -------------- |
| Giochi olimpici invernali         |                |                |                |                |                | 9°             |                |                |                | 4°             |                |                |                | 2°             |                |                |                | 4°             |                |
| Campionati mondiali               |                |                | 14°            | 15°            | 10°            | 5°             | 4°             | 3°             | 4°             | 1°             | 2°             | 5°             | 4°             | 1°             | 3°             | 4°             | 5°             |                | 3°             |
| Campionati dei Quattro continenti |                |                | 5°             | 5°             | 4°             | 1°             | 2°             | 1°             | 2°             |                | 2°             | 1°             | 1°             |                | 1°             |                |                |                | 3°             |
| GP Finale                         |                |                |                |                |                |                |                | 5°             | 3°             | 6°             |                | 3°             | 1°             | 2°             | 2°             |                | 3°             | 3°             |                |
| GP Trophée Eric Bompard           |                |                |                |                | 6°             |                | 3°             |                | 3°             | 2°             |                | 2°             |                |                |                |                |                | 1°             |                |
| GP Cup of China                   |                |                |                |                |                |                |                |                |                | 2°             | 2°             | 1°             | 3°             |                | 1°             |                | 1°             | 2°             |                |
| GP Cup of Russia                  |                |                |                | 5°             |                |                |                | 2°             |                |                |                |                |                | 1°             |                |                |                |                |                |
| GP NHK Trophy                     |                |                |                |                | 4°             | 5°             |                |                | 2°             |                |                |                | 1°             | 1°             | 1°             |                |                |                |                |
| GP Skate America                  |                |                |                |                |                |                | 3°             | 1°             |                |                |                | 2°             |                |                |                |                | 2°             |                |                |
| GP Skate Canada                   |                |                |                | 4°             | 5°             | 4°             | 2°             |                | 2°             |                |                |                |                |                |                |                |                |                |                |
| Universiadi                       |                |                | 2°             |                |                |                |                |                |                |                |                |                |                |                |                |                |                |                |                |
| Giochi asiatici invernali         |                |                |                |                |                |                | 2°             |                |                |                | 2°             |                |                |                | 1°             |                |                |                |                |
| Goodwill Games                    |                |                |                |                |                | 4°             |                |                |                |                |                |                |                |                |                |                |                |                |                |
| Internazionali: Junior            |                |                |                |                |                |                |                |                |                |                |                |                |                |                |                |                |                |                |                |
| Campionati mondiali               | 14°            | 9°             | 8°             |                |                |                |                |                |                |                |                |                |                |                |                |                |                |                |                |
| JGP Cina                          |                |                | 5°             |                |                |                |                |                |                |                |                |                |                |                |                |                |                |                |                |
| Nazionali                         |                |                |                |                |                |                |                |                |                |                |                |                |                |                |                |                |                |                |                |
| Campionati cinesi                 | 2°             | 2°             | 2°             | 1°             | 2°             | 2°             |                | 1°             |                |                | 1°             | 2°             |                |                |                |                |                |                |                |
| GP = Grand Prix                   |                |                |                |                |                |                |                |                |                |                |                |                |                |                |                |                |                |                |                |